# 胡夏廷區

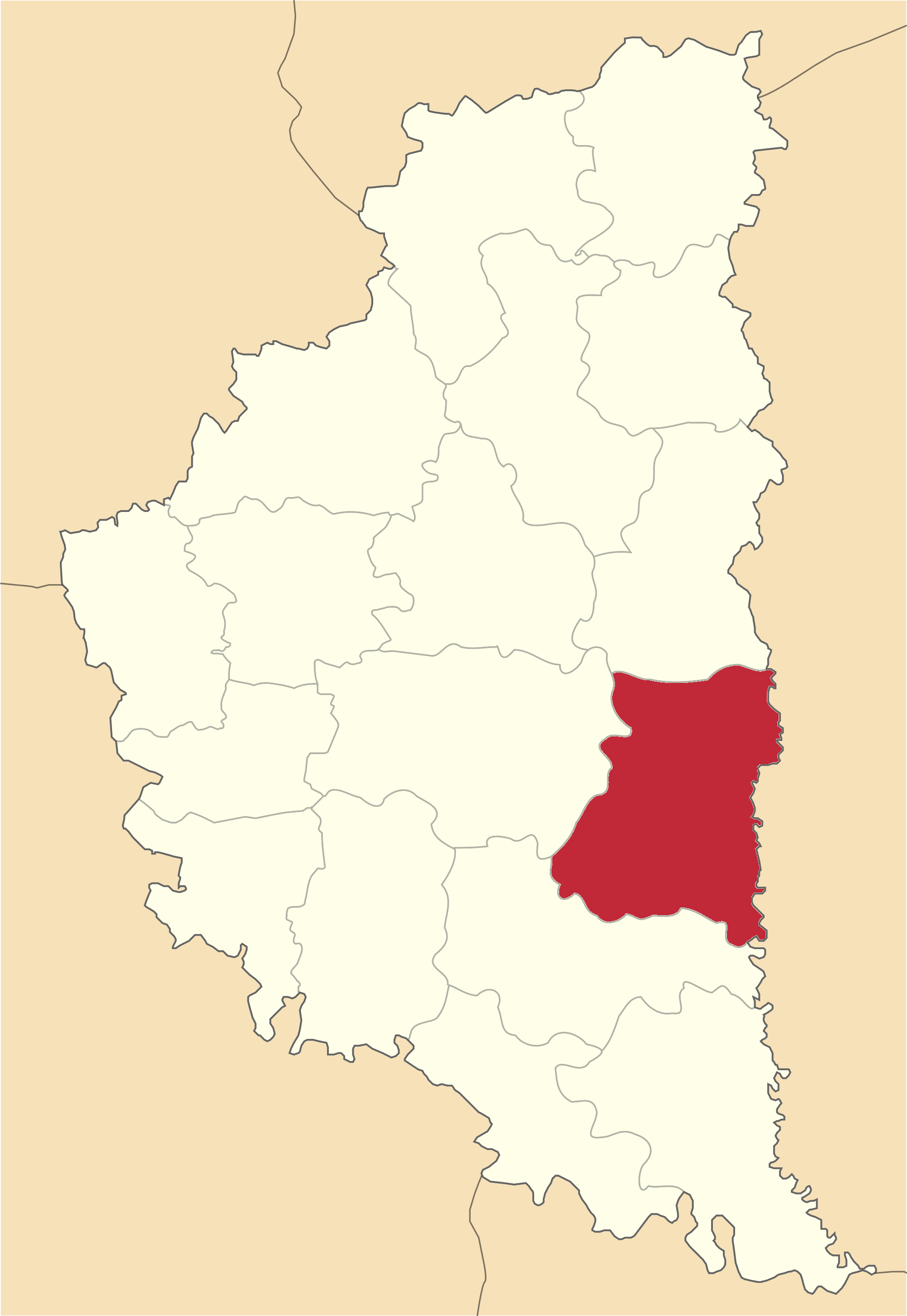
胡夏廷區在捷爾諾波爾州的位置

胡夏廷區（烏克蘭語：Гусятинський район）是烏克蘭西部捷爾諾波爾州的舊區，行政中心为胡夏廷，並於2020年被撤銷。該區面積1,016平方公里，2015年人口60,863，人口密度每平方公里59.9人。